# Thiago Carleto
Thiago Carleto Alves, mais conhecido como Thiago Carleto, ou simplesmente Carleto (São Bernardo do Campo, 24 de março de 1989), é um ex-futebolista brasileiro que atuava como lateral-esquerdo.

## Carreira

### Santos
Carleto chegou à Vila Belmiro em 2000 para atuar na categoria mirim. Destaque na base, fez sua primeira aparição como profissional em 11 de abril de 2007, na vitória por 2 a 0 sobre o Juventus pelo Campeonato Paulista. No mesmo ano, pelos juniores, foi titular na Copa São Paulo e nos títulos do Torneio Cidade de Turim e do Campeonato Paulista Sub-20. Em 13 de outubro, participou novamente do time de cima, dessa vez como titular no clássico contra o Palmeiras pelo Campeonato Brasileiro.
Após defender o Santos na Copa São Paulo de 2008, voltou à equipe principal.
Após se destacar em jogos com o Peixe, em outubro de 2008 foi sondado pela Lazio e, em novembro, assinou pelo Valencia, da Espanha, em um contrato válido até 2014. Para contar com o jogador, que não teve seu contrato renovado com o clube paulista, os espanhóis pagaram apenas € 500.000. Em sua apresentação, Carleto foi comparado ao também lateral-esquerdo Roberto Carlos.
Foi emprestado ao modesto Elche, da Segunda Divisão Espanhola, para ganhar mais experiência, onde estava se destacando.

### Valencia e São Paulo
Mesmo tendo contrato até 2014 com o Valencia, no início de 2010 foi contratado pelo São Paulo por € 1 milhão, tendo contrato até o meio de 2014. Em sua apresentação, disse que era um sonho realizado jogar no São Paulo, seu clube do coração.
Fez sua estreia contra o Rio Branco, pelo Paulistão 2010, em jogo que o Tricolor venceu por 2 a 1. Algumas semanas depois, em um treinamento, se machucou e teve que operar o joelho esquerdo.
Nunca teve espaço com o então técnico Ricardo Gomes, tendo disputado apenas três partidas pela equipe, todas pelo Brasileirão daquele ano.

### Olimpia e América Mineiro
Em janeiro de 2011, sem muita chance no São Paulo, Carleto é emprestado ao Olimpia, do Paraguai. Após ficar 4 meses sem receber o salário no Olimpia, Carleto pede a rescisão do contrato.
Poucos dias depois, acerta com América Mineiro, novamente por empréstimo. Integrou o time que foi rebaixado para a segunda divisão em 2011.

### Fluminense
Até que, em janeiro de 2012, chegou às Laranjeiras para fazer sombra a Carlinhos. Destaca-se pela potência nos chutes de esquerda e pelos bons cruzamentos.
Em 4 de fevereiro de 2012, Carleto arriscou um chute do meio de campo e acertou um golaço, contra o Duque de Caxias sendo o seu segundo gol no Campeonato Carioca, o jogo, válido pela 4ª rodada do estadual, terminou em 1 a 1.
Durante as quartas de final da Copa Libertadores de 2012, o Fluminense jogava seu segundo jogo contra o Boca Juniors e Carleto tinha uma falta para cobrar do meio de campo aos 17 minutos do primeiro tempo. Carleto cobrou a falta desviou em dois marcadores e foi parar dentro do gol fazendo 1 a 0 para o Fluminense. Mas Santiago Silva fez o gol da classificação do Boca aos 45 do segundo tempo. Em 18 de novembro foi vaiado pela torcida após má atuação contra o Cruzeiro em que o Fluminense perdeu por 2 a 0. Carleto fez outro gol contra o Vasco de pênalti em que seu time perdeu por 2 a 1 no Engenhão. Fez seu gol aos 40 minutos do segundo tempo.
Apesar de estar com o contrato de empréstimo próximo do término, Carleto afirmou, em coletiva, que seu objetivo é permanecer no Fluminense em 2013. Os cariocas, porém, não fizeram a opção de compra e o atleta retornou ao São Paulo. Apesar de ter preferido permanecer no Rio, o jogador, depois de uma conversa com o treinador são-paulino, Ney Franco, que o tranquilizou acerca de obter possibilidades em jogar pelas competições que o time disputará em 2013, ficou mais seguro com relação a sua volta ao tricolor paulista.

### Retorno ao São Paulo
Se aproveitando da não-recuperação de Cortez, que ainda sentia dores nas coxas, Carleto acabou sendo escalado como titular pelo treinador Ney Franco na estreia são-paulina pelo Paulistão, diante do Mirassol. Dessa forma, o jogador começa 2013 entre os 11 titulares. Fez sua primeira partida pelo São Paulo no primeiro jogo do clube no ano de 2013 contra o Mirassol.
Em 2013, após conquistar espaço como titular no clube, disse que o sucesso havia lhe subido à cabeça, ao ter, desnecessariamente, três carros na garagem e por estar "sem foco", não ter entendido a grandeza dos clubes pelos quais passou. Carleto também se disse magoado com a imprensa brasileira. À exceção de Caio Ribeiro, o lateral a considera invasiva no que diz respeito à vida pessoal dos jogadores.
Na primeira rodada do Campeonato Brasileiro cobrou o escanteio no que resultou no primeiro gol do São Paulo na competição contra a Ponte Preta, batendo o rival por 2 a 0 com o segundo gol de Jadson em 26 de maio de 2013. Na segunda rodada, marcou seu primeiro gol pelo São Paulo na vitória de goleada sobre o Vasco por 5 a 1 no Morumbi em 29 de maio de 2013. Na rodada seguinte, quando o Tricolor empatou por 0 a 0 contra o Atlético-MG, Carleto rompeu os ligamentos cruzados do joelho direito. Dessa maneira, como o prazo de recuperação para este tipo de lesão é de seis meses, o jogador deve voltar a vestir a camisa são-paulina apenas em 2014. No dia 26 de maio, o atleta foi operado. Inicialmente, o diagnóstico era de que o atleta havia rompido o ligamento cruzado anterior. Porém, no decorrer da cirurgia, que durou uma hora e meia, os médicos verificaram que também houve ruptura do posterior. Em função disto, o atleta deve ficar afastado por nove meses.

### Ponte Preta
Em 2014, sem espaço no São Paulo, foi emprestado para a Ponte Preta.
Após um ato de indisciplina, Carleto foi devolvido ao São Paulo em abril, clube no qual detém seus direitos econômicos. O lateral-esquerdo fez em dois meses de clube apenas 6 jogos (sendo duas como titular) e marcou somente um gol.

### Avaí
Em 2014, após o retorno de empréstimo da Ponte Preta para o São Paulo, foi emprestado novamente, desta vez ao Avaí. A negociação foi anunciada no dia 30 de junho.
Estreou pelo Leão no dia 15 de julho, contra o Atlético-GO, em vitória por 2 a 1. Na rodada seguinte, Carleto "se vinga" da Ponte Preta fazendo o gol da vitória para o Avaí, em uma bela cobrança de falta.

### Botafogo
Em 2015, é contratado como novo reforço do Botafogo, com o principal objetivo de voltar para a elite do futebol Brasileiro, emprestado até o final da temporada. Fez sua estreia pelo Botafogo no amistoso contra o Shandong Luneng, ainda na pré-temporada.
No dia 26 de novembro de 2015, após as tentativas de renovação do seu contrato com o Botafogo não ter êxito, Thiago Carleto foi liberado para retornar para o São Paulo, na sua despedida, Carleto chorou e ficou bastante emocionado. Disputou, ao total, 44 jogos - 26 vitórias, 6 empates e 12 derrotas -, marcando 4 gols - três de falta e um de pênalti.

### XV de Piracicaba
No dia 25 de fevereiro de 2016, Thiago Carleto foi emprestado até maio de 2016, ao XV de Piracicaba.

### Arouca
Em 10 de agosto de 2016, acertou com o Arouca, de Portugal, por duas temporadas.

### Linense
Em 22 de dezembro de 2016, Carleto foi apresentado como novo reforço do Linense, do interior de São Paulo, para a disputa do Campeonato Paulista.

### Coritiba
No dia 11 de maio de 2017, após passagem pelo Linense, Carleto foi contratado pelo Coritiba, no intuito de ser o reserva imediato de Willian Matheus.
Estreou pelo Coritiba contra o Bahia em 15 de junho, numa partida válida pelo Campeonato Brasileiro, onde o placar foi de 0x0. Anotou seu primeiro gol com a camisa alviverde em 3 de agosto, na vitória contra o São Paulo, seu ex-clube, cobrando pênalti sofrido por Rildo, abrindo o placar, no jogo que terminaria em 2x1 para o Coxa. Voltou a marcar contra outro ex-clube, o Botafogo, na data de 29 de setembro, cobrando falta com muita força, que entrou à esquerda de Gatito Fernandes. Neste mesmo jogo, que o Coritiba saiu derrotado por 3x2, Carleto antes de marcar teve um pênalti defendido por Gatito.
Seja jogando na lateral esquerda ou no meio campo, Carleto foi ganhando seu espaço, e acabou desbancando o até então titular, com grande participação nos gols do Coritiba no Campeonato Brasileiro.
No dia 4 de novembro de 2017, Carleto faz uma partida brilhante, o jogador que já vinha sendo fundamental na recuperação da equipe no Campeonato Brasileiro, deu duas assistências e teve uma atuação segura contra outro ex-clube seu, o Avaí. Veloz, com bom apoio ao ataque, garçom e com um chute potente de perna esquerda, Thiago Carleto volta com muita personalidade à elite do futebol brasileiro, que não disputava desde 2013 quando saiu do São Paulo, arrancando elogios da torcida coxa-branca, e também da mídia.

### Atlético-PR
No início de 2018, assinou um contrato de dois anos com o Atlético-PR.
Foi bastante utilizado pelo técnico Fernando Diniz no time principal do Furacão, fez 19 jogos e marcou 3 gols.

### Ittihad FC
Em julho de 2018, é anunciado pelo Ittihad FC, da Arábia Saudita, que desembolsou 1 milhão de euros para pagar a multa pelo jogador.

### Ceará
Carleto foi apresentado no Ceará em fevereiro de 2019. Foi titular durante a era Lisca, mas perdeu espaço após a chegada de Enderson Moreira, e sofreu uma lesão no adutor da coxa direita.
Em outubro de 2019, deixa o Ceará, após 2 gols em 12 jogos.

### Vitória
Em 2019, Carleto chegou no Rubro-Negro baiano e foi um dos responsáveis pela manutenção do clube na Série B. A boa temporada fez o Vitória renovar contrato com o jogador.
No entanto, em 2020, apesar de ser o vice-artillheiro e líder em assistências da equipe, o jogador não conseguiu repetir o desempenho de 2019 e passou a ser alvo de críticas, principalmente por falhas defensivas.
Ao todo, ele disputou um total de 41 jogos pelo Leão da Barra, tendo marcado 9 gols e 3 assistências.

### Vila Nova
Em fevereiro de 2021, assina com o Vila Nova até o fim da temporada. Em abril, passou por uma cirurgia de uma hérnia na região lombar. Em julho, rescinde contrato amigavelmente com o clube, tendo disputado somente 3 jogos, apenas um como titular, entre março e abril.

### Juventus
Carleto foi o principal nome contratado pelo Juventus para 2022, porém se lesionou durante a pré-temporada.
Em fevereiro de 2022, solicita a rescisão do contrato por 'motivos particulares' e deixa o clube sem estrear.

### Aposentadoria
Em abril de 2023, anuncia sua aposentadoria dos campos.

## Estatísticas
Até 6 de outubro de 2020.
| Clube               | Temporada | Campeonato nacional | Campeonato nacional | Copa nacional[a] | Copa nacional[a] | Competições continentais[b] | Competições continentais[b] | Outros torneios[c] | Outros torneios[c] | Total | Total |
| Clube               | Temporada | Jogos               | Gols                | Jogos            | Gols             | Jogos                       | Gols                        | Jogos              | Gols               | Jogos | Gols  |
| ------------------- | --------- | ------------------- | ------------------- | ---------------- | ---------------- | --------------------------- | --------------------------- | ------------------ | ------------------ | ----- | ----- |
| Santos              | 2007      | 1                   | 0                   | -                | -                | -                           | -                           | -                  | -                  | 1     | 0     |
| Santos              | 2008      | 9                   | 0                   | -                | -                | 2                           | 0                           | -                  | -                  | 11    | 0     |
| Santos              | Total     | 10                  | 0                   | -                | -                | -                           | -                           | -                  | -                  | 12    | 0     |
| Valencia            | 2008-2009 | 1                   | 0                   | -                | -                | -                           | -                           | -                  | -                  | 1     | 0     |
| Valencia            | Total     | 1                   | 0                   | -                | -                | -                           | -                           | -                  | -                  | 1     | 0     |
| Elche               | 2009-2010 | 6                   | 2                   | -                | -                | -                           | -                           | -                  | -                  | 6     | 2     |
| Elche               | Total     | 6                   | 2                   | -                | -                | -                           | -                           | -                  | -                  | 6     | 2     |
| São Paulo           | 2010      | 2                   | 0                   | -                | -                | -                           | -                           | 1                  | 0                  | 3     | 0     |
| São Paulo           | Total     | 2                   | 0                   | 0                | 0                | 0                           | 0                           | 1                  | 0                  | 3     | 0     |
| Olimpia             | 2011      | 2                   | 0                   | -                | -                | -                           | -                           | -                  | -                  | 2     | 0     |
| Olimpia             | Total     | 2                   | 0                   | -                | -                | -                           | -                           | -                  | -                  | 2     | 0     |
| América Mineiro     | 2011      | 15                  | 2                   | -                | -                | -                           | -                           | -                  | -                  | 15    | 2     |
| América Mineiro     | Total     | 15                  | 2                   | -                | -                | -                           | -                           | -                  | -                  | 15    | 2     |
| Fluminense          | 2012      | 8                   | 1                   | -                | -                | 3                           | 1                           | 8                  | 2                  | 19    | 4     |
| Fluminense          | Total     | 8                   | 1                   | -                | -                | 3                           | 1                           | 8                  | 2                  | 19    | 4     |
| São Paulo           | 2013      | 3                   | 1                   | 0                | 0                | 4                           | 0                           | 12                 | 0                  | 19    | 1     |
| São Paulo           | Total     | 3                   | 1                   | 0                | 0                | 4                           | 0                           | 12                 | 0                  | 19    | 1     |
| Ponte Preta         | 2014      | 0                   | 0                   | 1                | 1                | 0                           | 0                           | 3                  | 0                  | 4     | 1     |
| Ponte Preta         | Total     | 0                   | 0                   | 1                | 1                | 0                           | 0                           | 3                  | 0                  | 4     | 1     |
| Avaí                | 2014      | 10                  | 1                   | -                | -                | -                           | -                           | -                  | -                  | 10    | 1     |
| Avaí                | Total     | 10                  | 1                   | -                | -                | -                           | -                           | -                  | -                  | 10    | 1     |
| Botafogo            | 2015      | 23                  | 2                   | 2                | 0                | 0                           | 0                           | 18                 | 2                  | 43    | 4     |
| Botafogo            | Total     | 23                  | 2                   | 2                | 0                | 0                           | 0                           | 18                 | 2                  | 43    | 4     |
| XV de Piracicaba    | 2016      | -                   | -                   | -                | -                | -                           | -                           | 8                  | 0                  | 8     | 0     |
| XV de Piracicaba    | Total     | -                   | -                   | -                | -                | -                           | -                           | 8                  | 0                  | 8     | 0     |
| Arouca              | 2016-2017 | 2                   | 0                   | 2                | 1                | 1                           | 0                           | -                  | -                  | 5     | 1     |
| Arouca              | Total     | 2                   | 0                   | 2                | 1                | 1                           | 0                           | -                  | -                  | 5     | 1     |
| Linense             | 2017      | -                   | -                   | -                | -                | -                           | -                           | 9                  | 1                  | 9     | 1     |
| Linense             | Total     | -                   | -                   | -                | -                | -                           | -                           | 9                  | 1                  | 9     | 1     |
| Coritiba            | 2017      | 21                  | 2                   | -                | -                | -                           | -                           | 0                  | 0                  | 21    | 2     |
| Coritiba            | Total     | 21                  | 2                   | -                | -                | -                           | -                           | 0                  | 0                  | 21    | 2     |
| Atlético Paranaense | 2018      | 12                  | 0                   | 7                | 1                | 0                           | 0                           | 0                  | 0                  | 19    | 3     |
| Atlético Paranaense | Total     | 12                  | 0                   | 7                | 1                | 0                           | 0                           | 0                  | 0                  | 19    | 3     |
| Al-Ittihad          | 2018      | 4                   | 0                   | 0                | 0                | 0                           | 0                           | 1                  | 0                  | 5     | 0     |
| Al-Ittihad          | Total     | 4                   | 0                   | 0                | 0                | 0                           | 0                           | 1                  | 0                  | 5     | 0     |
| Ceará               | 2019      | 5                   | 0                   | 1                | 0                | 0                           | 0                           | 6                  | 2                  | 12    | 2     |
| Ceará               | Total     | 5                   | 0                   | 1                | 0                | 0                           | 0                           | 6                  | 2                  | 12    | 2     |
| Vitória             | 2019      | 11                  | 2                   | -                | -                | -                           | -                           | -                  | -                  | 11    | 2     |
| Vitória             | 2020      | 12                  | 3                   | 4                | 1                | -                           | -                           | 9                  | 2                  | 25    | 6     |
| Vitória             | Total     | 23                  | 5                   | 4                | 1                | -                           | -                           | 9                  | 2                  | 36    | 8     |

- a. ^ Jogos da Copa do Brasil
- b. ^ Jogos da Copa Sul-Americana, Copa Libertadores da América
- c. ^ Jogos do Campeonato Paulista, Campeonato Carioca e da Supercopa da Arábia Saudita

## Títulos
Botafogo
- Campeonato Brasileiro - Série B: 2015
- Taça Guanabara: 2015

Fluminense
- Campeonato Brasileiro: 2012
- Campeonato Carioca: 2012
- Taça Guanabara: 2012

Valencia
- Copa do Rei: 2007–08

Santos
- Campeonato Paulista: 2007[72][73]

### Prêmios individuais
- Bola de Prata: 2017

## Estilo de Jogo
Thiago Carleto costuma arriscar muitos chutes de longe, e é preciso nos cruzamentos, atuando pela lateral-esquerda.